# Kantirix (Tepakán)
Kantirix es una localidad del estado de Yucatán, México, en el municipio de Tepakán.

## Toponimia
El nombre (Kantirix) proviene del  idioma maya.

## Demografía
Según el censo de 2005 realizado por el INEGI, la población de la localidad era de 168 habitantes, de los cuales 84 eran hombres y 84 eran mujeres.
| 97                          | 176 | 147 | 158 | 167 | 167 | 170 | 195 | 0 | 141 | 139 | 141 | 168 |
| (Fuente: INEGI [Consultar]) |     |     |     |     |     |     |     |   |     |     |     |     |

## Galería

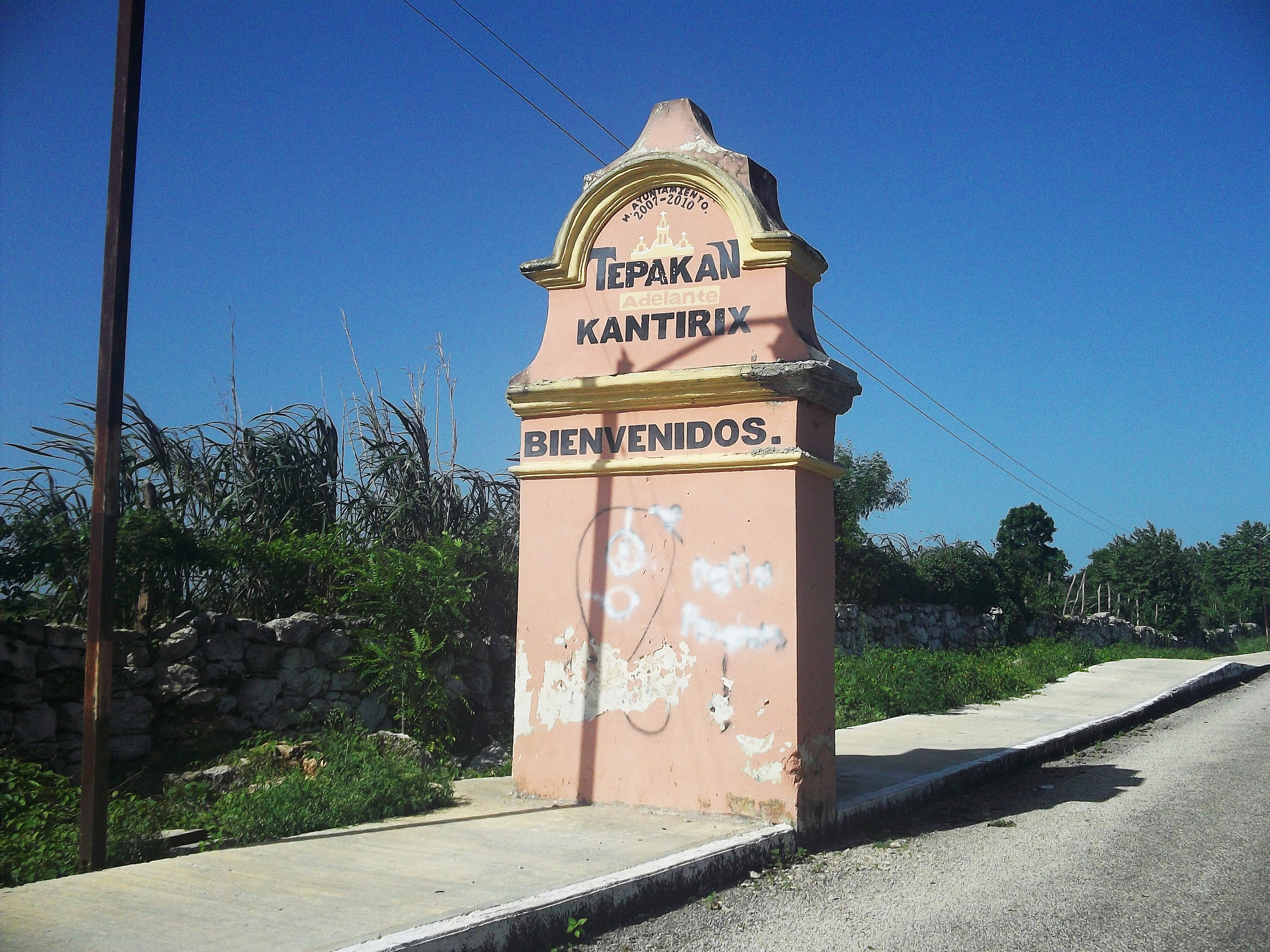
Entrada a Kantirix.
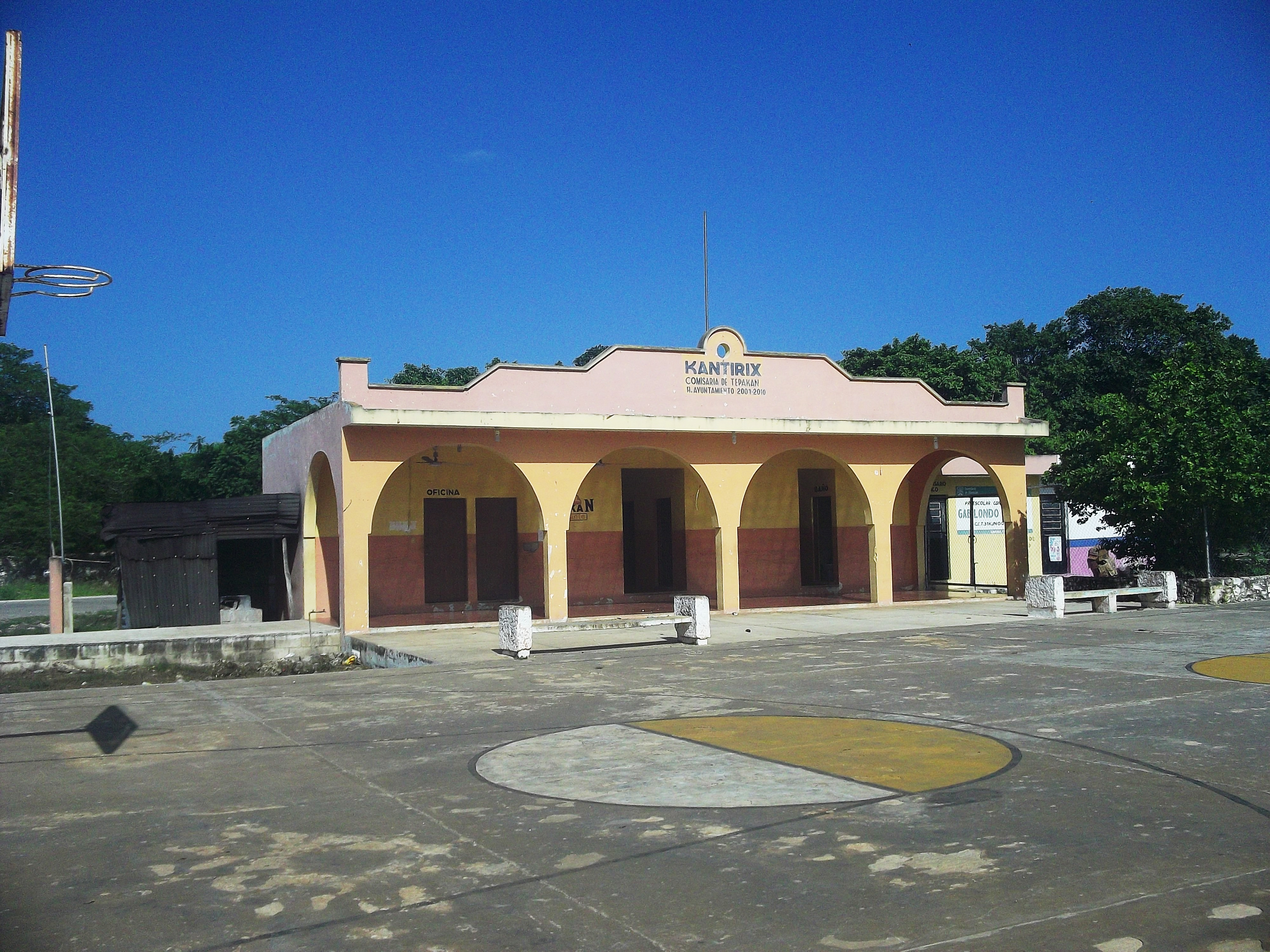
Casa comisarial de Kantirix.
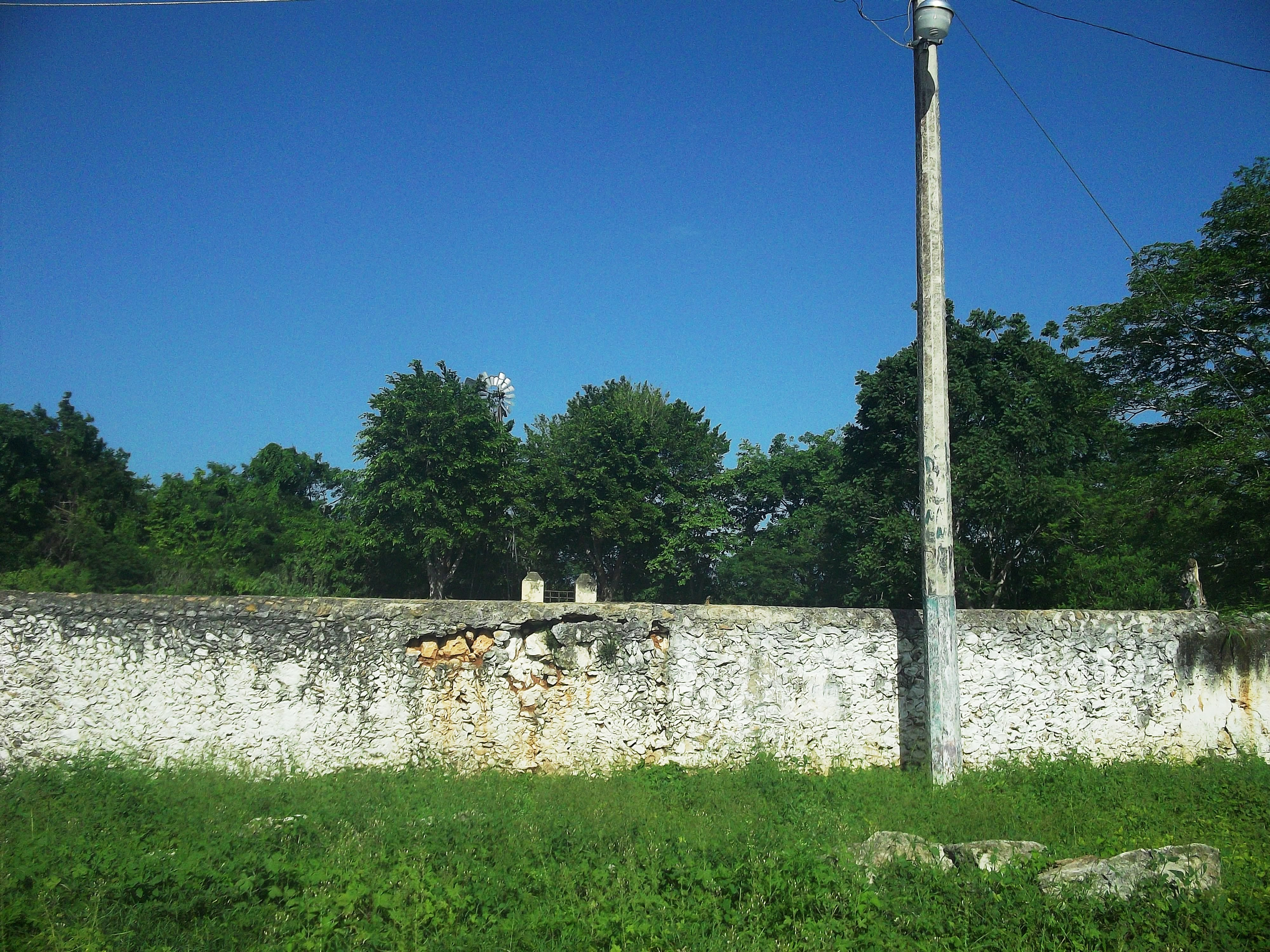
Hacienda de Kantirix.
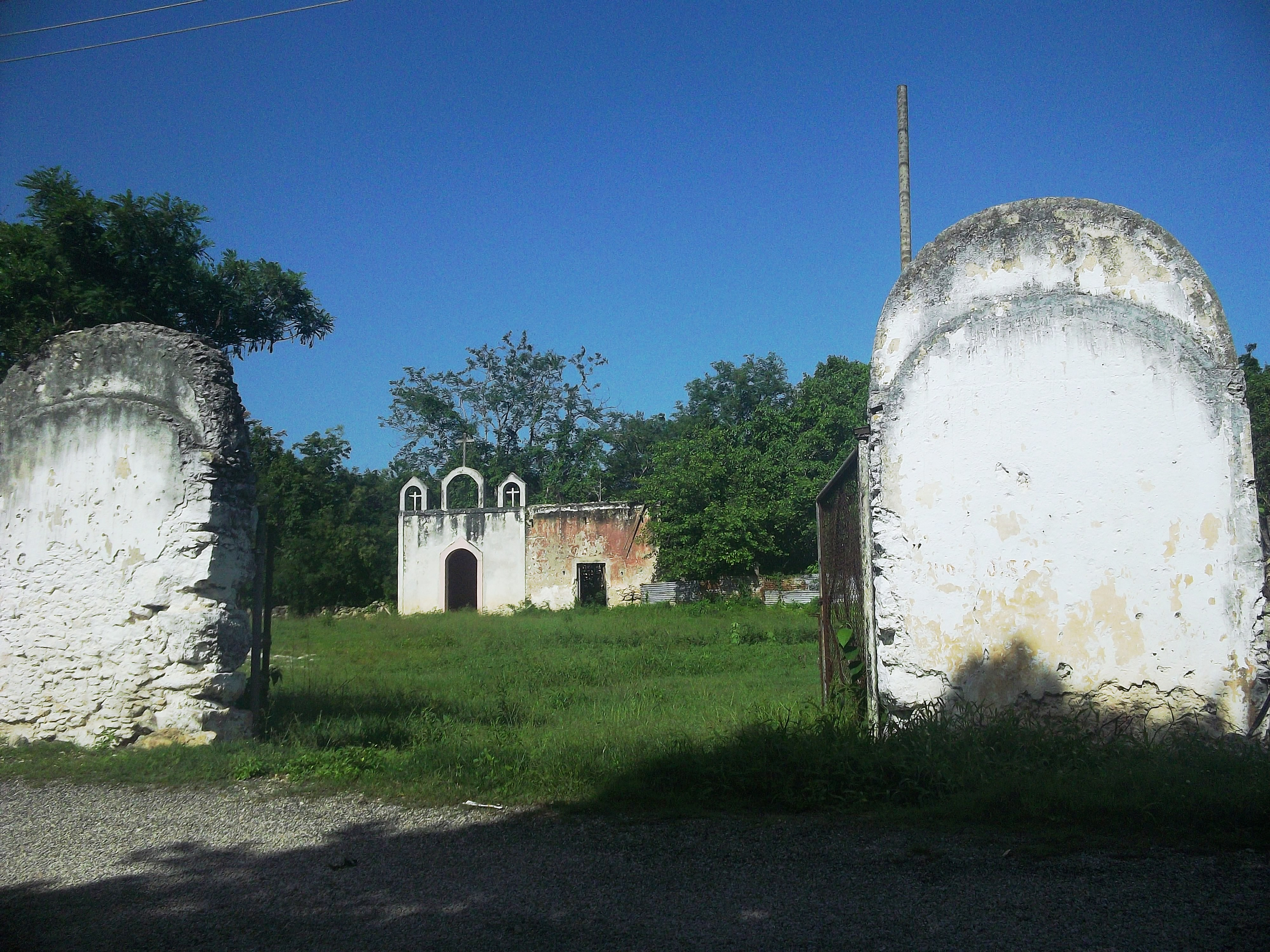
Hacienda de Kantirix.
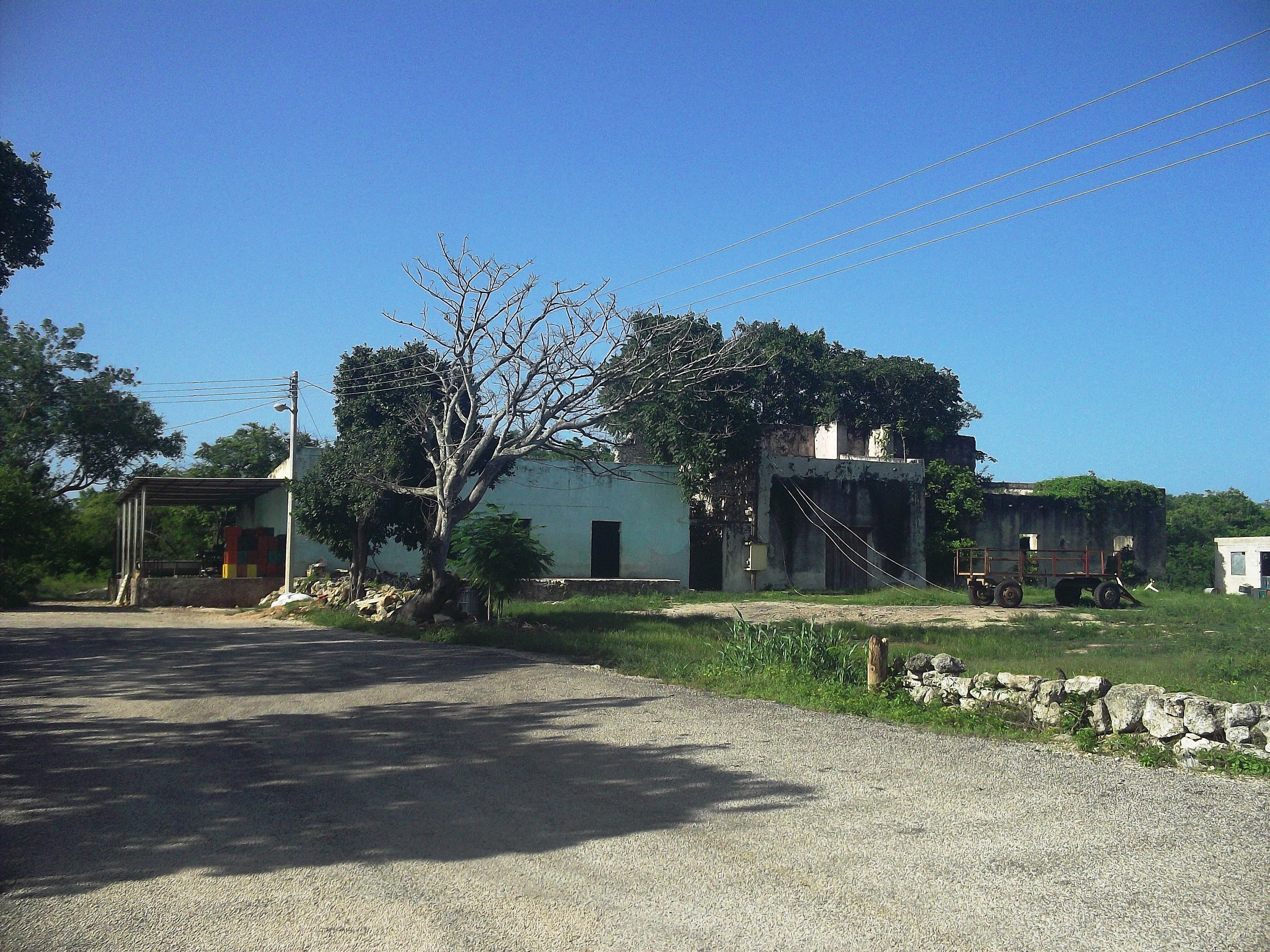
Hacienda de Kantirix.